# 克谢尼娅·佩罗娃
克谢尼娅·维塔利耶芙娜·佩罗娃（俄语：Ксения Витальевна Перова，1989年2月8日—）生于斯維爾德洛夫斯克州列斯諾伊，是一名俄罗斯女子射箭运动员，毕业于乌拉尔国立体育大学。她在大约十岁时开始在练习射箭，然而一开始她的表现并不好，她也时不时称想放弃，但后来她仍坚持了下来。2003年，她第一次参加比赛，两年后，她加入了俄罗斯国家队。她在2013年11月结婚，2015年生下一个女儿，名为克丽丝季娜（Кристина）。